# Hope Floats
Hope Floats (bra: Quando o Amor Acontece; prt: Uma Nova Esperança) é um filme de drama romântico dos Estados Unidos de 1998, dirigido por Forest Whitaker e roteiro de Steven Rogers.
Este também é o primeiro filme da produtora Fortis Films, da atriz Sandra Bullock.

## Sinopse
Birdee (Bullock) é uma dona de casa modesta, cuja vida é interrompida quando seu marido (Michael Paré), revela sua infidelidade a ela em um talk show estilo Ricki Lake. Ela vai para casa de sua mãe (Rowlands) e a pequena cidade em que cresceu, onde todos sabem de seu colapso marital televisionado. As coisas só pioram quando uma tragédia familiar traz o ex-marido de volta para um divórcio oficial. Enquanto isso, um velho amigo, Justin (Connick, Jr.), entrou em sua vida, o que provocou um romance. Embora as intenções de Justin são claras e bem, Birdee luta com a decisão de deixá-lo plenamente em sua vida.

## Elenco
- Sandra Bullock como Birdee Pruitt
- Harry Connick, Jr. como Justin Matisse
- Gena Rowlands como Ramona Calvert
- Mae Whitman como Bernice Pruitt
- Michael Paré como Bill Pruitt
- Cameron Finley como Travis
- Kathy Najimy como Toni Post
- Bill Cobbs como Enfermeira
- Connie Ray como Bobbi-Claire Patterson
- Rosanna Arquette como Connie (não creditada)

## Filmagens
Hope Floats foi filmado em Smithville, Texas. A casa que aparece no filme é a McCollum-Chapman-Trousdale House, construída em estilo neoclássico em 1908. A escola elementar no filme é um alto edifício da escola de 1924. A igreja usada é a Saints Peter and Paul Church em Kovar, Texas, cerca de 6 km de Smithville. A igreja foi construída em 1921.[carece de fontes?]
O filme foi coreografado por Patsy Swayze.

## Trilha sonora
A trilha sonora do filme foi lançada em 1998, sob a produção de Don Was. O álbum incluía as obras de vários artistas da música country e adult contemporary, incluindo Garth Brooks, The Rolling Stones, Bryan Adams, Bob Seger, e Sheryl Crow. Um dos singles, "To Make You Feel My Love" de Brooks, foi um single número um nas paradas de singles da Billboard do país em agosto de 1998 e também uma indicação ao Grammy Award em 1999 para Performance Vocal Masculina Country.
Hope Floats: Original Score Soundtrack
1. "To Make You Feel My Love" – Garth Brooks (3:53)
2. "In Need" – Sheryl Crow (5:29)
3. "Honest I Do" – The Rolling Stones (3:55)
4. "Chances Are" – Bob Seger and Martina McBride (4:17)
5. "All I Get" – The Mavericks (4:08)
6. "Paper Wings" – Gillian Welch (3:57)
7. "Stop! In the Name of Love" – Jonell Mosser (4:31)
8. "Wither, I'm a Flower" – Whiskeytown (4:53)
9. "What Makes You Stay" – Deana Carter (4:35)
10. "To Get Me to You" – Lila McCann (3:50)
11. "Smile" – Lyle Lovett (3:38)
12. "When You Love Someone" – Bryan Adams (3:39)
13. "To Make You Feel My Love" – Trisha Yearwood (2:57)

## Recepção
O Metacritic, que usa uma média ponderada, atribuiu ao filme uma pontuação de 42 em 100, baseado em 19 críticos, indicando críticas "mistas ou médias".

## Principais prêmios e indicações
- 1999 ALMA Awards
  - Nomeação: Performance de uma música para um longa-metragem - The Mavericks para a canção "All I Get".

- 1999 Acapulco Black Film Festival
  - Nomeação: Melhor Diretor - Forest Whitaker

- 1999 Blockbuster Entertainment Awards
  - Nomeação: Ator Favorito - Drama/Romance - Harry Connick Jr.
  - Nomeação: Atriz Coadjuvante Favorita - Drama/Romance - Gena Rowlands

- 1999 Lone Star Film & Television Awards
  - Venceu: Melhor Atriz - Sandra Bullock
  - Venceu: Melhor Atriz Coadjuvante - Gena Rowlands

- 1999 Young Artist Awards
  - Venceu: Atriz Jovem ou Menos de 10 Anos - Mae Whitman
  - Nomeação: Performance in a Feature Film - Ator Jovem ou Menos de 10 Anos - Cameron Finley

- 1998 YoungStar Awards
  - Nomeação: Melhor Performance por um Jovem Ator em Filme de Drama - Cameron Finley
  - Nomeação: Melhor Performance por uma Jovem Atriz em Filme de Drama - Mae Whitman